# トップ・ヒートシーカーズ
トップ・ヒートシーカーズ (Top Heatseekers) とは、ビルボード誌が行うアルバム集計チャートの一種である。

## 概要
これまでに一度も大きなヒットを飛ばしたことのないアーティストを中心に集計される音楽チャートであり、新人発掘に利用する音楽ファンが多い。「新人チャート」「期待の新人チャート」とも称される。主にヒートシーカーズ・アルバムチャートとヒートシーカーズ・ソングチャートの二つに分けられる。

### ヒートシーカーズ・アルバムチャート
アメリカの大手集計会社「ニールセン・サウンドスキャン」が割り出したアーティストの一週間の売り上げを元に、「Billboard 200において、一度も100位以内に入ったことがない」もしくは「一度もビルボードR&B/ヒップホップチャートや、ビルボードクリスチャンチャートなどのジャンル別アルバムチャートの10位以内に入ったことがない」アーティストの中から順位を割り出すもの。そのため、新人や発展途上のアーティストが数多くチャートインする。

### ヒートシーカーズ・ソングチャート
ソングチャートは、「一度もBillboard Hot 100の50位以内に入ったことがない」アーティストで順位を割り出す。第50位まで毎回発表される。
2014年11月29日の更新を最後に廃止された。